# Bernhard Hopp

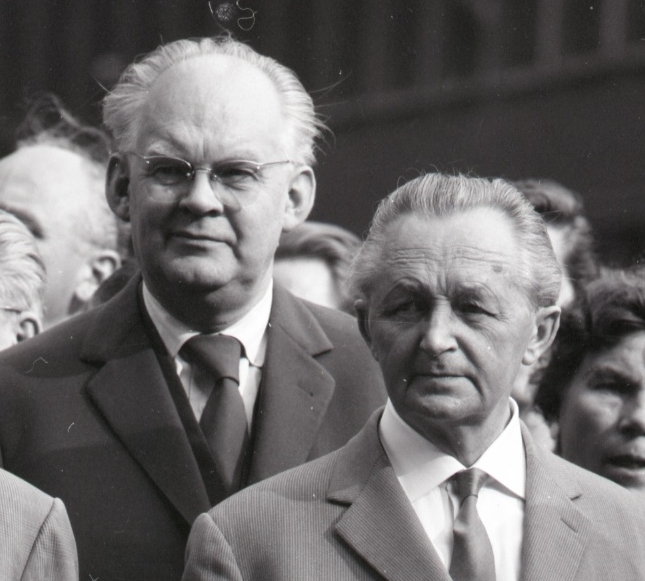
Bernhard Hopp (vorn) zusammen mit Rudolf Jäger (hinten) bei der Jacobi-Turm-Einweihung 1961

Bernhard Hopp (* 28. Oktober 1893 in Hamburg; † 18. September 1962 ebenda) war ein deutscher Architekt.

## Leben

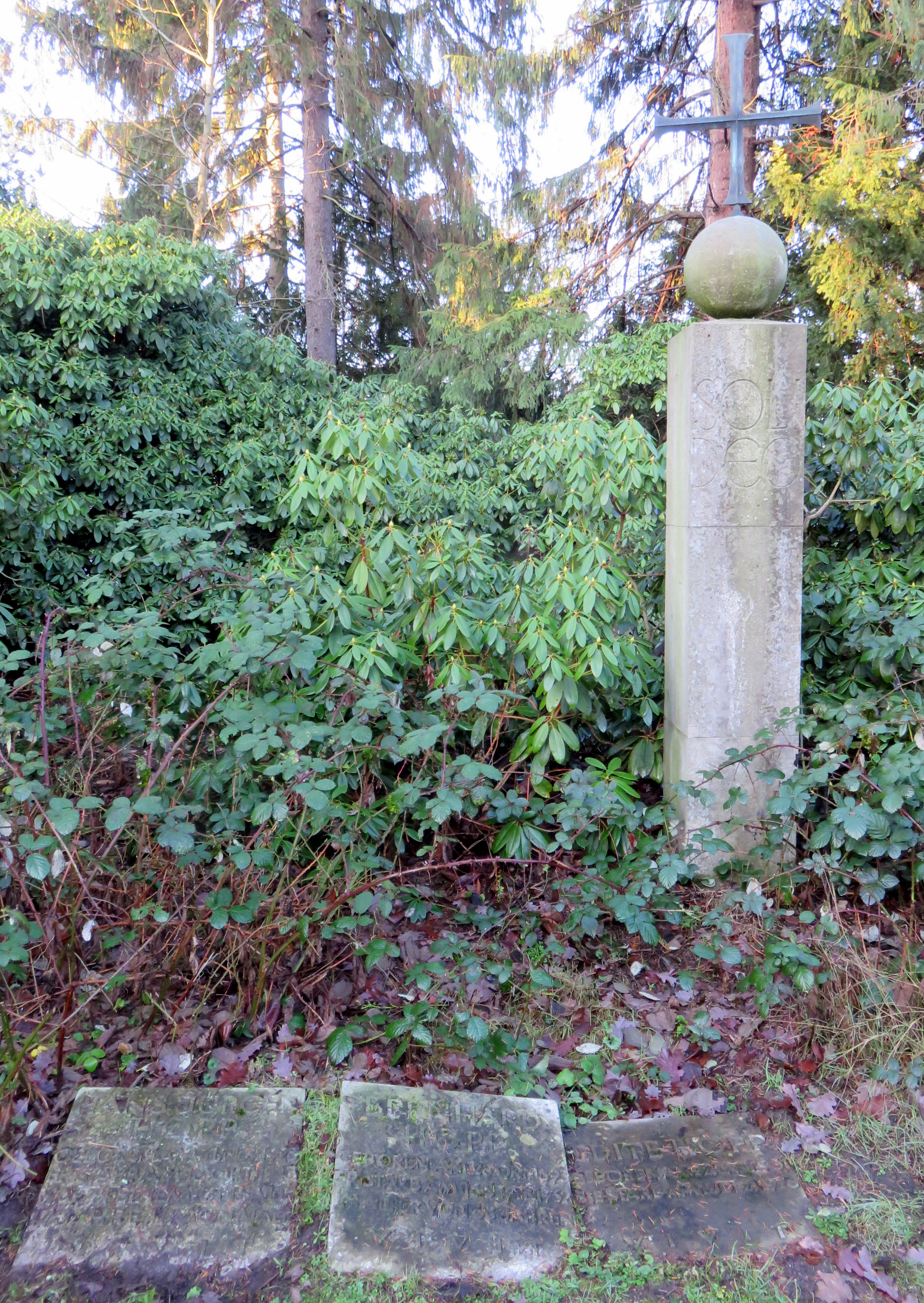
Kissenstein
Bernhard Hopp (Mitte) auf dem Friedhof Ohlsdorf

Nach einer Malerlehre besuchte er ab 1919 die Kunstgewerbeschule Hamburg. Einer seiner Lehrer war Ernst Scharstein. 1930 gründete er die Werkstätte für kirchliche Kunst im Rauhen Haus in Hamburg. Im selben Jahr begann er seine Bürogemeinschaft mit Rudolf Jäger. 
Von 1945 bis 1950 war Hopp kommissarischer Denkmalpfleger in Hamburg, er engagierte sich insbesondere für Sicherung und Wiederaufbau von beschädigten Hamburger Baudenkmälern (unter anderen St. Jacobi und St. Katharinen).
Hopp wirkte in Niedersachsen, Hamburg und Schleswig-Holstein mit Charles Crodel (Farbglasfenster) und dessen Tochter Vera von Claer-Steckner geb. Crodel  (Email) zusammen -- ebenfalls Mitgliedern des Deutschen Werkbundes.  
Bernhard Hopp wurde in Hamburg im Bereich der Familiengrabstätte auf dem Ohlsdorfer Friedhof (im  Planquadrat AA 5 nördlich vom Bestattungsforum) beerdigt. Das Grabmal, eine Stele mit Kugel und Kreuz, war von ihm selbst entworfen worden.

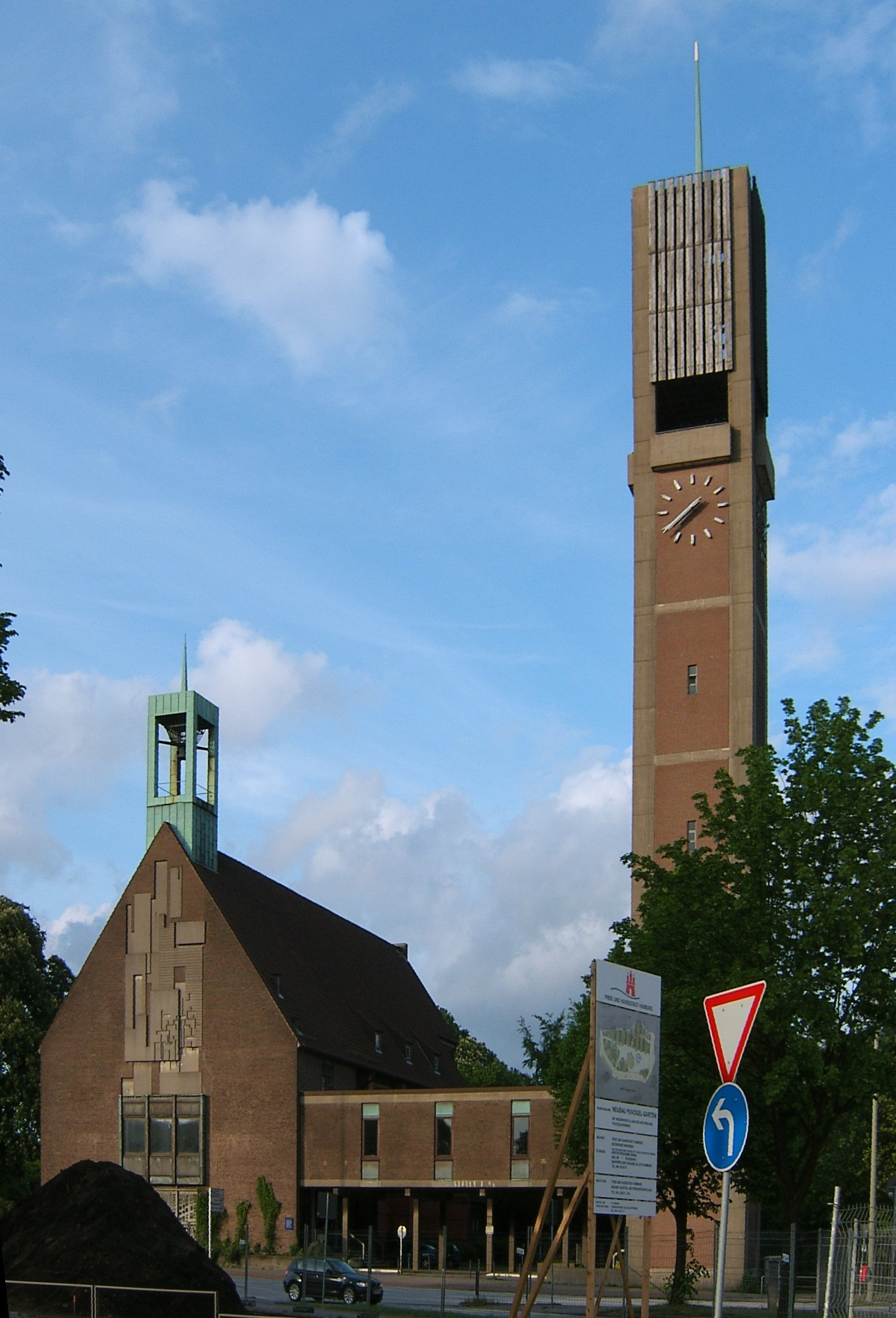
Christuskirche Hamburg-Wandsbek

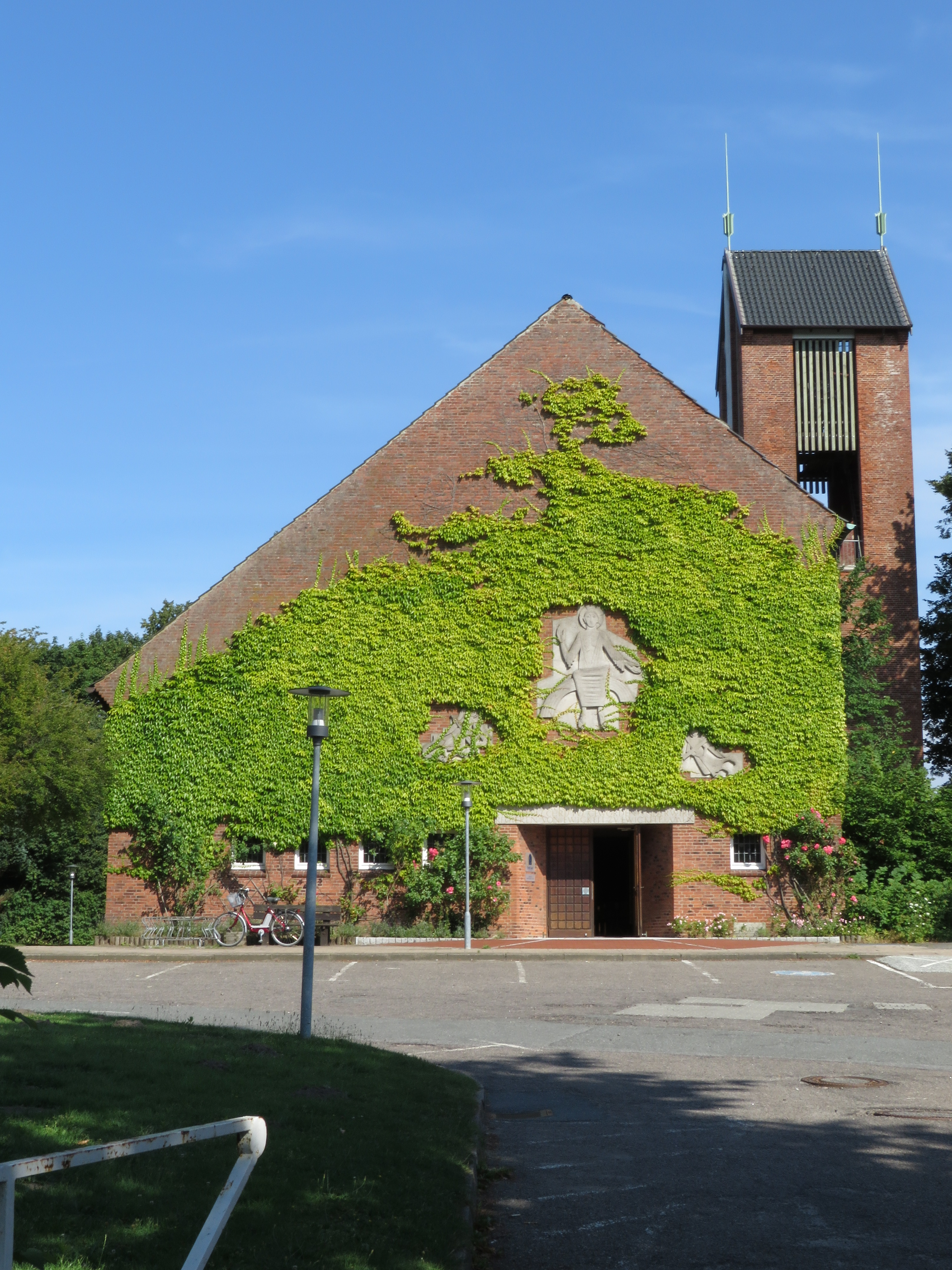
Christuskirche Flensburg-Mürwik

## Werk
Die meisten Arbeiten wurden zusammen mit Rudolf Jäger ausgeführt.
- 1934: Wandmalereien in der St.-Ewalds-Kirche Bodstedt
- 1934–1935: Fischerkirche Born a. Darß
- 1936–1937: Lutherkirche in Hamburg-Wellingsbüttel
- 1937–1938: Umbau der Lukaskirche in Hamburg-Fuhlsbüttel
- 1937–1938: Evangelische Johanneskirche Bockum-Hövel[5]
- 1938: Maria-Magdalenen-Kirche in Hamburg-Klein Borstel
- 1938: St. Nicolaus in Hamburg-Alsterdorf (Renovierung)
- 1939: Friedenskirche in Hamburg-Berne, Lienaustraße[6]
- 1946–1956: Beteiligung am Bau der Grindelhochhäuser in Hamburg
- 1949: Adventskirche in Hamburg-Schnelsen (zusammen mit Otto Bartning)
- 1949–1950: Wiederaufbau der Christianskirche in Hamburg-Ottensen
- 1950: Adventskirche der Westfälischen Diakonissenanstalt in Münster
- 1950–1957: Wiederaufbau der St.-Katharinen-Kirche in Hamburg[7][8]
- 1951–1962: Wiederaufbau der St.-Jacobi-Kirche in Hamburg[9]
- 1952–55 Christophoruskirche in Hamburg-Hummelsbüttel, Gemeindehaus 1966[10]
- 1953–1955: Christuskirche in Hamburg-Wandsbek
- 1955–1956: Philippus-Kirche in Hamburg-Horn[11]
- 1956: Umbau der Kirche St. Stephanus in Hamburg-Eimsbüttel, Lutterothstraße 98
- 1957: Neugestaltung des Ehrenmals auf dem Waldfriedhof Aumühle
- 1957–1958: Matthäuskirche in Münster[12]
- 1957–1958: Christuskirche Flensburg-Mürwik[13]
- 1958–1960: St.-Marien-Kirche in Hamburg-Ohlsdorf
- 1961–1962: Turmhelm der Paulus-Kirche in Hamm[5]
- 1962: Wiederaufbau der Osterkirche in Hamburg-Eilbek
- 1962: Entwürfe für die Thomaskirche in Hamburg-Bramfeld[14]